# シベリア連邦大学

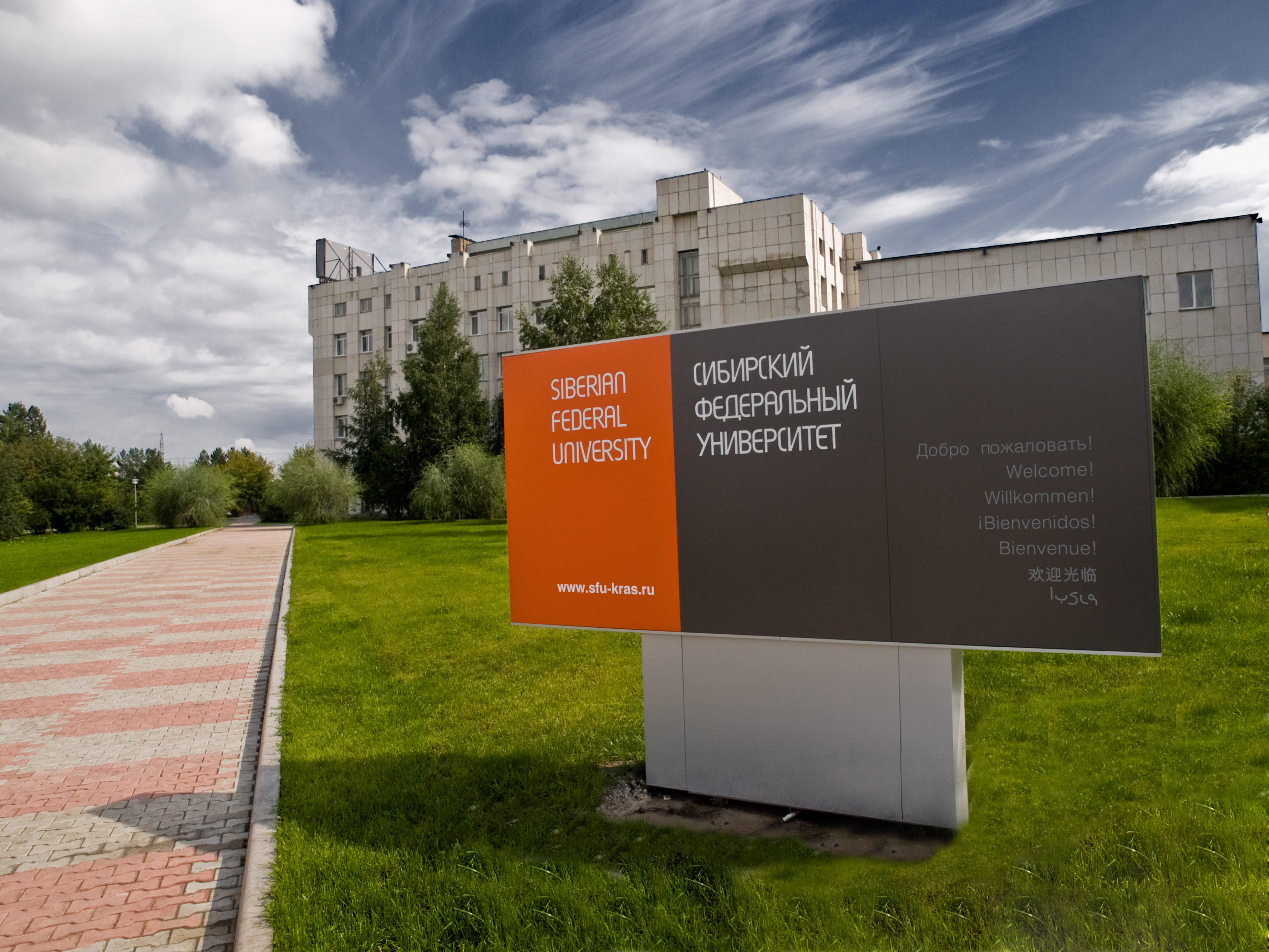
シベリア連邦大学（79自由大通り）

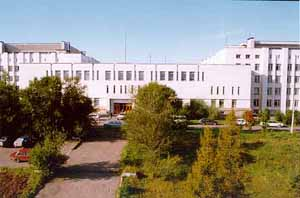
シベリア連邦大学本館

シベリア連邦大学（シベリアれんぽうだいかく、ロシア語: Сибирский федеральный университет、略称：СФУ）は、ロシア連邦東部の町クラスノヤルスク市に所在する連邦大学である。現代的な総合大学として、基礎・応用研究および教育を行っている。

## 概要
- 2,000人の教員と29,000人の学生が在籍する、ロシア国内でも屈指の大規模総合大学である。学生数において、極東連邦大学（41,000人[1]）、ウラル連邦大学（36,000人[2]）に次ぐ、ウラル山脈以東で最大規模の大学でもある。

- ロシアの大学の研究レベルを世界基準に上げることを目的とした5-100プロジェクトに指定されている。
- 600以上の現代的な教育プログラムの開発、21学部の教育課程への導入が行われている。
- 5,000人以上の学生が国家支出のもと無償で教育を受けることができる。
- 315種類の奨学金があり、才能ある大学生・大学院生に総額1,200万ルーブル(RUB)以上が支払われている。
- ロシア国内外の大学および研究機関との間で、60以上の協力協定を結んでいる。
- 発明品および効果的なモデルに対する特許を毎年100以上取得している。
- 研究開発と有料サービスによる年間取引高は8億ルーブル(RUB)にのぼる。
- 独自の巨大な出版所を持ち、「シベリア連邦大学科学雑誌」など5つの科学分野で雑誌を出版している

## 学部
シベリア連邦大学には21の学部がある。
- 人文学部
- 工学・建設学部
- 建築・デザイン学部
- 鉱業・地質学・地質技術学部
- 物理・無線工学部
- 宇宙・情報工学部
- 数学・計算機科学部
- エコロジー・地理学部
- 石油・天然ガス工学部
- 教育・心理・社会学部
- 経営・経済学部
- 貿易・経済学部
- 文献・言語コミュニケーション学部
- 基礎生物・生物工学部
- 経済・経営・環境研究学部
- 非鉄金属・材料科学部
- 工業学部
- 法学部
- 軍隊教育部
- 体育・スポーツ・観光学部
- ガストロノミア学部

## 大学ランキング
シベリア連邦大学は国内外の大学ランキングにおいて高い評価を得ている。
　2019年度には「ロシアの大学ランキング」（「インテルファクス通信」と「モスクワのこだま」による評価)の「総合的評価」において15位、「イノベーション」部門で19位 、そして「教育」部門で35位を獲得している。また、2020年度には国際大学ランキング「Ranking Web of Universities」の世界ランキングにおいて1519位、そしてロシアの大学間ランキングにおいては17位を獲得した。
　その他の大学番付での評価は以下の通りである。（括弧内はロシアの大学間での順位）
- THE World University Rankings (THE WUR) - 1001+（32位）［2019年］
- THE Best universities in Europe - 417位［2019年］
- THE Best young universities - 301+［2019年］
- QS EECA - 122位［2019年］
- Round University Rankings - 701位（38位）［2019年］
- Scimago - 782位（30位）［2020年］
- Worldwide Professional University Rankings - 380位（15位）［2020年］

　シベリア連邦大学は大学入学試験に向けた準備教育だけでなく高等教育、大学院教育、そしてより専門的な職業訓練にいたるまで、様々なレベルの教育を受けることができる点において、多くのロシア国内の高等教育機関から特出している。

## 大学の設立と発展
シベリア連邦大学は、2006年11月4日付のロシア政府による「教育」国家プロジェクトNo.1518-рの決議に基づき、シベリア・極東地方において特に競争力の高い経済分野の専門家を育成してきた主要な４つの大学（クラスノヤルスク国立大学、クラスノヤルスク国立建築土木大学、クラスノヤルスク国立技術大学、国立非鉄金属大学、クラスノヤルスク貿易・経済大学）を統合する形で設立された。
- クラスノヤルスク国立大学（Krasnoyarsk State University） - 1963年にノヴォシビルスク大学の分校として開校し、1969年に独立
- クラスノヤルスク国立建築土木大学（Красноярская государственная архитектурно-строительная академия） - 1982年に開校
- クラスノヤルスク国立技術大学（Красноярский государственный технический университет） - 1956年に開校
- 国立非鉄金属大学（Государственный университет цветных металлов и золота） - 1930年にモスクワで開校し、1958年に当地へ移動
- クラスノヤルスク貿易・経済大学（Красноярский государственный торгово-экономический институт ）

　シベリア連邦大学設立の目的はロシアにおける高等教育システム現代化の支援、シベリア地方経済の競争力の強化、高度な資格を持った専門家の育成、および研究・教育・技術・文化の領域における国際協力の促進である。
　現在学内には21の学部があり、2,000人の教員のもとで29,000人の学生が勉強している。総面積650ヘクタールの敷地内には教授研究棟、300万冊の書籍を所蔵する図書館、国際基準を満たしたスポーツ複合施設、会議および展示用の講堂を備えたコングレスホール、学生寮・教員宿舎、売店などがある。大学は現在も進化を続けており、市民および地域の若者にとって非常に魅力的な場所になりつつある。

## 留学生とロシア語教育
現在、1,000名以上の留学生が正規生として勉強をしている。また、その他にも毎年14カ国の様々な大学から合計200名以上の留学生がシベリア連邦大学を訪れている。
　シベリア連邦大学には国際教育センターがあり、ロシア語検定試験（レベル1～レベル4）およびそのトレーニングコース、そしてロシア連邦国籍取得のためのロシア語検定試験を受けることができる。また、シベリア連邦大学入学を目指す外国籍市民および無国籍者に向けた「外国語としてのロシア語」の学習支援も行われている。

## 研究機関・企業との協力
現在シベリア連邦大学にはデザイン事務所、設備の共同利用センター、実験所、イノベーションセンター、テクノパーク、テクノロジー移転センター、試験工場など３５の研究開発機関がある。その中でも、シベリア連邦大学、ロシア科学アカデミーシベリア支部、そして主要なハイテク企業が共同で研究を行うテクノパークは極めて重要な施設である。
　シベリア連邦大学は共同研究所の開設や、学生研究グループの組織を通じて、MMSノリリスクニッケル、Vankorneft、RUSALなどといった、クラスノヤルスク地方に所在する大企業との提携を熱心に行っている。また、大学の基礎・応用研究はロシア科学アカデミーシベリア支部の研究所 ( ロシア科学アカデミーシベリア支部コンピューターモデル研究所など)と密接な関係にある。学内には中国・日本・トルコ・イタリア出身の外国人の教授が在籍するだけでなく、毎年２００人以上の国内外の一流大学に所属する客員教授、そしてロシア化学アカデミーシベリア支部に所属する多くの科学者がシベリア連邦大学で教授・講師として講義・共同研究を行なっている。
　シベリア連邦大学は、国内研究所・企業との協力だけでなく、国際研究・学習空間および国際協力への参加も積極的に行なっている。現在シベリア連邦大学は、イギリス、ドイツ、スペイン、フランス、チェコ共和国、スロヴェニア、イタリア、日本、アメリカ合衆国、中華人民共和国、ベトナム、ウズベキスタン 、トルコ、シンガポール、モンゴル 、大韓民国などの大学・学部・研究所と緊密な関係にあり、学内にいくつかの共同学術研究所も設置している。
- ポツダム地球研究センター(ドイツ)および La Societe Collecte Localisation Satellites(GLS-France)との協力に基づく地球力学サービスの地域研究センター
- カッセル大学「東西科学センター」との協力に基づくロシア語・ドイツ語研究教育センターおよび国際「東西情報センター」
- エリート専門家(修士・博士学生)の訓練を目的としたUNESCO「新素材と技術」部など

## スポーツと文化
今日クラスノヤルスクにおける科学・知識・文化・スポーツ活動は全てシベリア連邦大学とつながりを持っている。特に学内では学生および教職員の才能を発見し成長させるための様々な取り組みが行われている。
　学生活動やレクリエーションは、学生と教職員の健康の維持・促進、および独創性・効率化の促進を助ける働きがあると考えられ、シベリア連邦大学では特に重要視されている。そのため、グループやクラスといった最小単位から、学部や寮、地域間大会に多くの観客と選手を含むスポーツイベントに至るまで、様々なレベルでのスポーツイベントが行われている。毎年大学は250以上の異なるスポーツイベントを行っており、その総参加者は15,000人を超える。また、普段の生活から体を動かす機会が得られるよう、様々なスポーツ施設が用意されている。学内に設置されたスキー・スケート用具および自転車の無料貸出所も学生・教職員の間で人気である。
　　大学にはボクシング、ダイビング、サッカー、バスケットボール、ホッケー、観光クラブなどといった33の異なるスポーツ分野の中に71の学生スポーツ部がある。学生スポーツは大きな成果を挙げており、ラグビー、ミニサッカー、サッカー、バレーボールのシベリア連邦大学合同チームはロシアの学生大会において何度も優勝している。学生と教職員の業績を大切にする校風であり、学生スポーツの業績はロシア国内外におけるシベリア連邦大学の評価を著しく高めている。
　シベリア連邦大学はスポーツだけでなく、メディアを使った発信も得意としている。シベリア連邦大学には独自の出版所があり、「シベリア連邦大学科学雑誌」などの科学雑誌を出版している。シベリア連邦大学の学生は大学誌の出版とシベリア連邦大学テレビチャンネルの運営を行っており、そのニュースレポートは自身の放送ネットワークだけでなく、クラスノヤルスク地方のテレビチャンネルにも提供されている。

## 伝統行事
- 「ユニバーシナーレ」

「ユニバーシナーレ」もしくは一般的に 「シベリア連邦大学の日々」と呼ばれるこのイベントは、数ある伝統の中でも最初期にできた重要なものの１つである。２００８年に南連邦大学とシベリア連邦大学の間で競技会が行われ、その枠組みの中でスポーツから科学に至るまで様々な分野で競争が行われた。また、その中で南連邦大学の教授陣はシベリア連邦大学の学生に向けて公開講義を行った。この魅力的なイベントは総勢数百名の両大学の職員と学生のための巨大な花火で締めくくられた。
- 「９月の初め」

　「９月の初め」は大学の伝統行事の中でも最初期にできたものの１つである。これはシベリア連邦大学の新入生を歓迎する行事であり、その組織は在学生と学生コミュニティの代表者が行う。様々な才能を持った在学生達が自身の学部を代表し、各ブースで新入生を迎える。「９月の初め」にはロシアのスーパースター達が参加し、またシベリア連邦大学のクリエイティブチームによるコンサートやパフォーマンスなども行われる。イベントの最後には新入生のための花火が打ち上げられる。
また、その他にも以下のようなイベントが行われている。
- 劇場デー
- «Proshu slova»：新入生によるショーコンテスト
- 新春祭
- クリエイティブコンサート＆パフォーマンス
- The KVN シベリア連邦大学リーグ